# Palmas Futebol e Regatas
A Palmas Futebol e Regatas, röviden Palmas labdarúgó csapatát a brazíliai Palmas városában alapították. Tocantins állam egyik legsikeresebb együttese, valamint az állami első osztályú bajnokság részt vevője.

## Sikerlista

### Állami
- 6-szoros Tocantinense bajnok: 2000, 2001, 2003, 2004, 2007, 2018

## Játékoskeret
2018-tól 
| # |     | Poszt | Név              |
| - | --- | ----- | ---------------- |
|   | BRA | K     | João Paulo       |
|   | BRA | V     | David            |
|   | BRA | KP    | Weverton         |
|   | BRA | CS    | Wagner           |
|   | BRA | CS    | Wanderson Duarte |